# Sainte-Geneviève-sur-Argence
Sainte-Geneviève-sur-Argence är en kommun i departementet Aveyron i regionen Occitanien i södra Frankrike. Kommunen ligger  i kantonen Sainte-Geneviève-sur-Argence som ligger i arrondissementet Rodez. År 2018 hade Sainte-Geneviève-sur-Argence 972 invånare.

## Befolkningsutveckling
Antalet invånare i kommunen Sainte-Geneviève-sur-Argence
Referens: INSEE

## Galleri

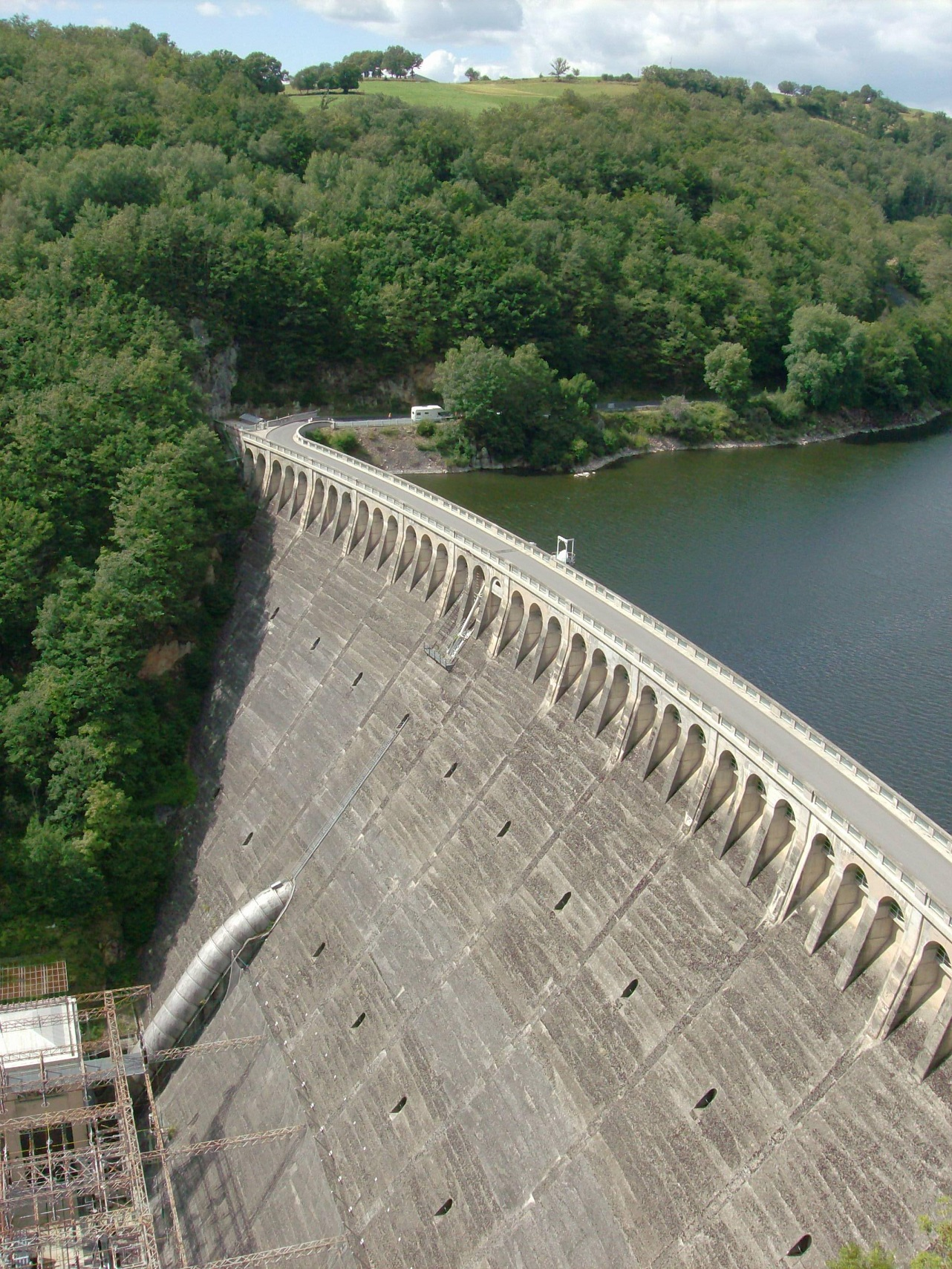
Sarransdammen